# Chrysops incisus
Chrysops incisus är en tvåvingeart som beskrevs av Macquart 1846. Chrysops incisus ingår i släktet Chrysops och familjen bromsar. Inga underarter finns listade i Catalogue of Life.